# Grotte de Porée Piarde
La grotte de la Porée Piarde est une grotte dans le département de la Côte-d'Or, en région Bourgogne, qui s'ouvre dans une ancienne carrière située au sud-ouest de Meursault .

## Protection
Le site est classé Zone naturelle d'intérêt écologique, faunistique et floristique de type I, sous le numéro régional n° 10050000 

## Faune

### Chiroptères
La grotte est l'un des sites d’hibernation du Minioptère de Schreibers, chauve-souris méridionale rare, dont la Bourgogne est à la limite septentrionale de répartition.